# Apodynerus yayeyamensis
Apodynerus yayeyamensis är en stekelart som först beskrevs av Mats. 1926.  Apodynerus yayeyamensis ingår i släktet Apodynerus och familjen Eumenidae. Utöver nominatformen finns också underarten A. y. quadricolor.